# マニトウ
『マニトウ』（原題: The Manitou）は、1978年制作のアメリカ合衆国のオカルト・ホラー映画。

## 概要
インディアンに伝わる悪霊をモチーフにしたグレアム・マスタートンの小説を原作に、リチャード・エドランドによる特殊効果と特殊メイクを駆使して描いたホラー映画。
1970年代、『エクソシスト』が大ヒットした影響で、悪魔払いを描いたオカルト映画がいくつも製作された。この作品もその一つだが、一神教ではなく多神教のアニミズムやシャーマニズムを素材としているうえ、後半部分はSF映画的な展開となる個性的な作風であった。しかし、あまりにも奇想天外なストーリーのため、「『エクソシスト』のような話だがクライマックスは『スター・ウォーズ』だ」と失笑されるなどしたが、B級映画ファンにはカルト的人気を誇っている。
監督のウィリアム・ガードラーは1978年1月21日、フィリピンで次回作のロケハンをヘリコプターで行っている最中に墜落死し、これが遺作となった。30歳だった。

## あらすじ
サンフランシスコのある病院にカレンという女性が入院してくる。首の後ろに出来た腫瘍が時々動くという不思議な現象が起こるというのである。医師は外科手術でこの腫瘍を切除しようとするが、見えざる不思議な力によって妨げられる。
カレンの元恋人で心霊研究家のハリーは、祈祷師や専門家の協力を得て調査した結果、この腫瘍は400年前のインディアンの祈祷師の霊であり、対話は同じインディアンの祈祷師にしか出来ないという事が分かる。
ハリーが何とか説得して連れて来たインディアンの祈祷師ジョンにより、その霊はインディアンに伝わる悪霊の中でも最恐の悪霊“ミスカマカス”であることが判明する。
ハリーとジョンはインディアンに伝わる精霊“マニトウ”の力を総結集させて、ミスカマカスとの対決に挑む。

## キャスト
| 役名                     | 俳優                     | 日本語吹替                        |
| 役名                     | 俳優                     | 日本テレビ版                      |
| ------------------------ | ------------------------ | --------------------------------- |
| ハリー・アースキン       | トニー・カーティス       | 筈見純                            |
| ジョン・シンギングロック | マイケル・アンサラ       | 千葉耕市                          |
| カレン・タンディ         | スーザン・ストラスバーグ | 浅井淑子                          |
| アメリア・クルーソー     | ステラ・スティーヴンス   | 藤夏子                            |
| ジャック・ヒューズ医師   | ジョン・セダー           | 仁内達之                          |
| カーマン夫人             | アン・サザーン           | 近藤多佳子                        |
| スノウ教授               | バージェス・メレディス   | 松村彦次郎                        |
| マッケヴォイ             | ポール・マンティー       | 木原抄二郎                        |
| ウィンコニス夫人         | ジャネット・ノーラン     | 堀越節子                          |
| ハート夫人               | ルレン・タトル           | 片岡富枝                          |
| ミスカマカス             | フェリックス・シラ       | 藤本譲                            |
| マイケル                 | マイケル・ラーレン       | 小島敏彦                          |
| 不明 その他              |                          | 有馬瑞子 秋元羊介                 |
|                          |                          |                                   |
| 演出                     | 演出                     | 福永莞爾                          |
| 翻訳                     | 翻訳                     | 大野隆一                          |
| 効果                     | 効果                     | 南部光庸                          |
| 調整                     | 調整                     | 兼子芳庸                          |
| 制作                     | 制作                     | ザック・プロモーション            |
| 解説                     | 解説                     | 水野晴郎                          |
| 初回放送                 | 初回放送                 | 1979年8月8日 『水曜ロードショー』 |

※スティングレイ発売のDVD・BDに収録

## 原作
- グラハム・マスタートン著、明日香欽一訳『マニトウ』ヘラルド出版（原著1978年）。

## トリビア
- 映画の最後に、「1969年、東京の15歳の少年の胸に腫瘍が発生。腫瘍は膨張し、鮮明ではないが、明らかに人間の胎児であった。」というテロップが出る（もちろん、事実ではない）。